# Vrede van Senlis

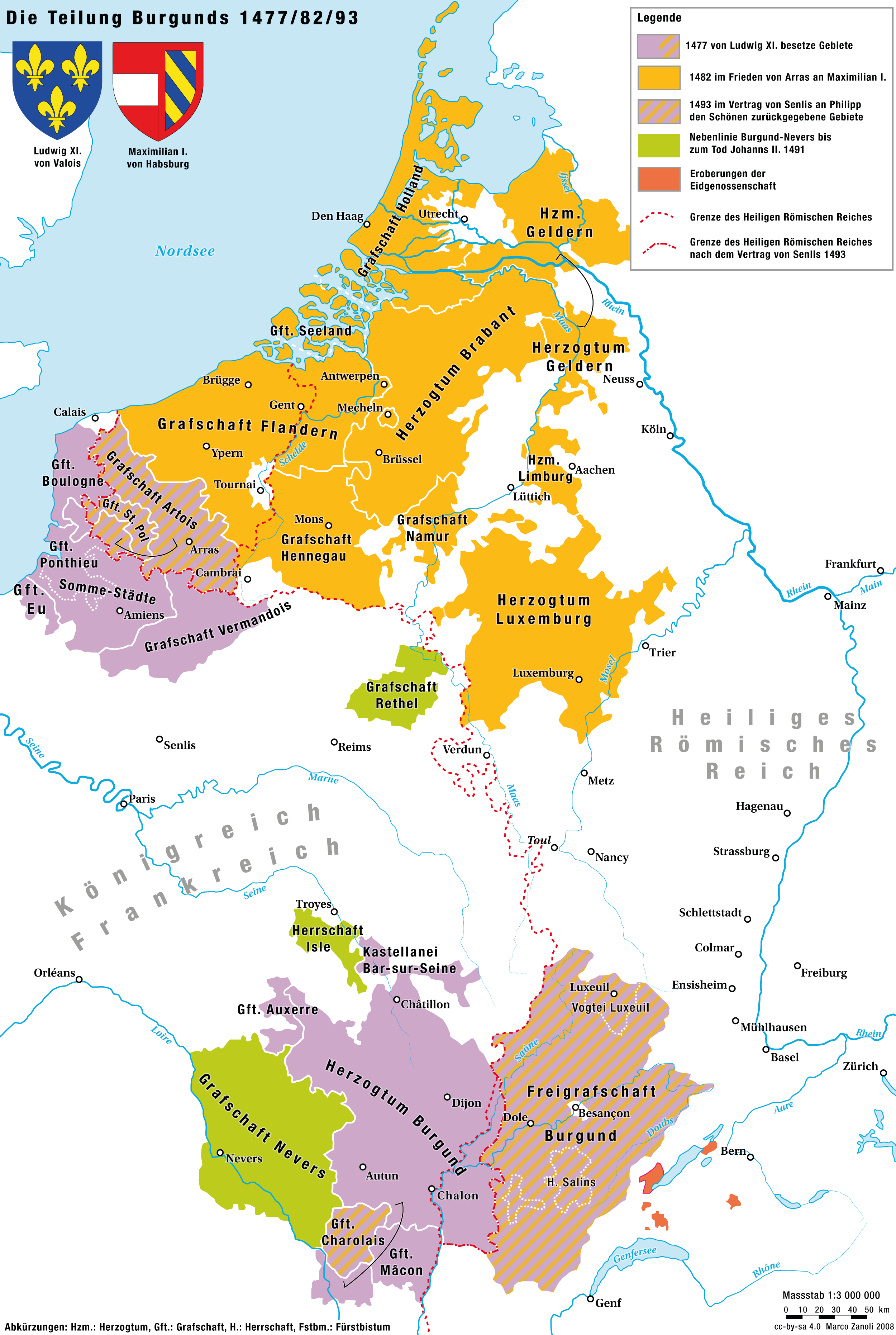
De verdeling van de Bourgondische erfenis tussen Frankrijk en Habsburg tot 1493

De Vrede van Senlis was een verdrag, gesloten in 1493 in de Franse stad Senlis, tussen de Habsburgse keizer Maximiliaan I, regent van de Lage Landen, en koning Karel VIII van Frankrijk, waarbij de erfenis van het Bourgondische rijk verdeeld werd tussen beider rijken.
Na de Slag bij Nancy had Lodewijk XI van Frankrijk een groot stuk van het Bourgondische rijk geannexeerd. Wegens de Vlaamse Opstand tegen Maximiliaan moest Maximiliaan de Vrede van Atrecht sluiten. Na de dood van Lodewijk XI begon Maximiliaan opnieuw een oorlog met Frankrijk, maar alweer verzetten de Vlaamse steden zich tegen deze plannen. Hij was dus genoodzaakt opnieuw vrede te sluiten.
Hij kreeg hierdoor het graafschap Artesië en het Vrijgraafschap Bourgondië terug, maar Picardië en het hertogdom Bourgondië gingen voorgoed verloren. Ook nam hij hierbij afscheid van zijn regentschap en liet de titel aan zijn zoon, Filips de Schone, die als zoon van Maria van Bourgondië de erfgenaam was van alle Bourgondische bezittingen.
De vrede van Senlis wordt gezien als "de aanvang van de wereldhistorische tegenstelling tussen Frankrijk en Huis Habsburg."